# امپراتریس سرخ‌پوش
اسکارلتِ امپراتریس (انگلیسی: The Scarlet Empress) فیلمی در ژانر زندگینامه‌ای و درام به کارگردانی جوزف فون اشترنبرگ است که در سال ۱۹۳۴ منتشر شد. فیلم به زندگی کاترین دوم روسیه می‌پردازد و بر اساس روزنامه خاطرات اوست.

## بازیگران
- مارلنه دیتریش
- سام جافی
- گوین گوردن
- سی اوبری اسمیت
- لوئیز درسر
- جین دارول
- جان دیویس لاج
- جیمسون توماس
- الینور فر
- آکیم تامیروف
- لئو وایت
- جان دیویدسون
- ماریا ریوا
- جولن جانسون
- جرالد فیلدینگ
- جرج دیویس